# Josiah Marshall Heath
Josiah Marshall Heath (1795 ? - 1851) est un métallurgiste anglais qui a mis au point l'addition de manganèse pour désoxyder l'acier. Après une tentative avortée de monter une industrie sidérurgique en Inde, où il découvre également les procédés locaux, dont la fabrication du wootz, il retourne en Angleterre et s'installe à Sheffield. Ses brevets sont à l'origine de l'expansion de la métallurgie de cette ville, mais ses inventions sont contestées et il meurt dans la pauvreté en 1851.

## Carrière dans l'industrie métallurgique
Au début du XIXe siècle, l'activité métallurgique de l'Inde britannique est encore traditionnelle, dispersée et artisanale. Vers 1825, Heath qui souhaite conquérir ce marché en y important des méthodes européennes, obtient des directeurs de la Compagnie britannique des Indes orientales l’exclusivité de la production du fer sur une grande zone autour de Madras. En 1830, les usines sont installées à Porto Novo, dans le district d'Arcot sud, avec un prêt du gouvernement. En 1833, l'entreprise devient la Porto Novo Steel & Iron Company, les ateliers sont agrandis et une nouvelle usine est édifiée à Beypore, au Malabar. L'acier produit est de bonne qualité et est même exporté en Grande-Bretagne où il entrera notamment dans la construction des ponts Menai et Britannia. Mais l'affaire est déficitaire, notamment à cause d'un management défaillant, de l'inexpérience technique, de la faiblesse des capitaux et de l'utilisation exclusive du charbon de bois comme combustible. L'entreprise est reprise en 1853 par la Compagnie anglaise des Indes orientales, qui maintient l'activité jusqu'en 1874, où la liquidation est prononcée.
De retour en Grande-Bretagne, Heath met à profit l'expérience accumulée et ses observations sur la métallurgie traditionnelle indienne. Il dépose un brevet le 5 avril 1839, consistant en l'utilisation d'un composé de manganèse métallique et de carbone qu'il réalise lui-même, le carbure de manganèse :
« Je me propose d'obtenir une qualité supérieure d'acier fondu, en introduisant dans un creuset des barres d'acier cémenté ordinaire, concassé comme d'habitude, ou des mélanges de fonte ou de fer malléable et des matières charbonneuses, avec 1 à 3 pour 100 de leur poids de carbure de manganèse, et en soumettant le creuset à la chaleur convenable pour fondre ces matières ; celles-ci, lorsqu'elles sont devenues fluides, doivent être coulées dans une lingotière, à la manière ordinaire. Je ne revendique pas comme faisant partie de mon invention l'emploi de l'un quelconque de ces mélanges de fonte et de fer malléable, ou de fer malléable et de matière charbonneuse, mais uniquement l'emploi du carbure de manganèse dans tout procédé servant à convertir le fer en acier fondu. »
— J.M. Heath, brevet du 5 avril 1839
Ce composé, ajouté à l'acier dans l'élaboration de l'acier au creuset, rend l'acier malléable à chaud et soudable, même si cet acier a été obtenu à partir de fer ou de fonte chargés en soufre.
Le carbure de manganèse est élaboré par Heath, qui l'obtient en chauffant dans un creuset un mélange d'oxyde de manganèse et de goudron : à haute température, le carbone du goudron réduit l'oxyde de manganèse. La chauffe de ce mélange étant un procédé coûteux, il propose alors à ses licenciés d'utiliser de l'oxyde de manganèse et du charbon de bois directement dans le creuset que ceux-ci utilisent pour élaborer l'acier au creuset. La chauffe nécessaire à l'élaboration de l'acier au creuset contribue alors à la réduction de l'oxyde de manganèse par le charbon de bois. Mais si Heath contourne ainsi la préparation du carbure, il perd aussi le contrôle de son procédé. En effet, non seulement l'utilisation de son invention est difficilement décelable, car l'élaboration de l'acier au creuset fait appel à d'autres additions que chacun tient secrètes, mais les producteurs contesteront aussi à Heath la validité de son brevet vis-à-vis de cette amélioration.
Cette innovation est un succès, mais plus personne ne lui paiera alors une redevance sur son premier procédé. Après 9 ans de procédure, la Chambre des lords lui reconnait la paternité de l'utilisation de manganèse oxydé, alors qu'il est déjà mort ruiné. L'adoption généralisée de son procédé a pourtant entraîné une baisse de 30 à 40 % du prix de l'acier  de qualité sur le marché de Sheffield.

## Autres contributions
Une chauve-souris, la grande chauve-souris asiatique jaune, ou Scotophilus heathi, a été nommé en son honneur après qu'il a eu présenté un spécimen type à la Zoological Society of London, accompagné d'une belle collection d'oiseaux asiatiques.